# ويليام توبمان
ويليام توبمان (بالإنجليزية: William Vacanarat Shadrach Tubman)‏ اسمه بالكامل «ويليام فاكانارت شادراش»، ولد في 25 نوفمبر 1895 في هاربر بليبيريا، وتوفي في 23 يوليو 1971 في لندن. هو رجل سياسي، أمريكي من أصل ليبيري، رئيس جمهورية ليبيريا عام 1944 حتى وفاته عام 1971. يعتبر هو «أب ليبيريا الحديثة»، تميزت فترة رئاسته بتدفق الإستثمار الأجنبي وتحديث البلد فعرفت ليبيريا بعض الازدهار. قاد ويليام البلاد نحو سياسية الوحدة الوطنية من أجل الحد من الفوارق الاجتماعية والسياسية بين الزنوج الأمريكين وسكان ليبيريا الأصلين. لكنه اعتمد على النظام الديكتاتوري على نحو متزايد أثناء فترة حُكمه.

شعار ليبيريا

## الصعود للسلطة

### نشأته وأول خطواته في السياسة
هو ابن قِس ميثودي  ، من أصل إفريقي أمريكي، من ولاية جورجيا، بعد دراسته للقانون، أصبح ويليام محامياً في عام 1917. عَمِل بعدة مِهَن منها قاضي محكمة العدل ببلدة «هاربر» ومُحصِل ضرائب ومعلم وأيضاً عمل كعقيد بميليشية. واعتنق الماسونية بلودج الأفريقي الأمريكي الأمير هال «. كانت بدايته السياسية بعد انضمامه للحزب الحاكم بليبيريا منذ عام 1878 "(the TrueWhig" (TWP. في عام 1923، تم انتخابه لعضوية مجلس الشيوخ وأصبح أصغر سيناتور في تاريخ ليبيريا. اُعيد انتخابه سنة 1929، وفي نفس العام أصبح المستشار القانوني لنائب الرئيس «الن يانسي».في عام1931، كشفت عصبة الأمم عملية الإتجار العلنية بالعبيد التي تنطوي على الحكومة الليبريّة مباشرة.ً فاستقال «توبمان» من منصبه كرئيس مجلس شيوخ. لكن هذا لم يدم طويلا لأنه عاد الي كرسيه عام 1934. في عام 1937، أستقال مجدداً لكن هذه المرة كان هدفه هو الوصول لمنصب القاضي المعاون للمحكمة العليا، وشغل هذا المنصب حتى عام 1943.

### الرئيس الجديد لليبيريا

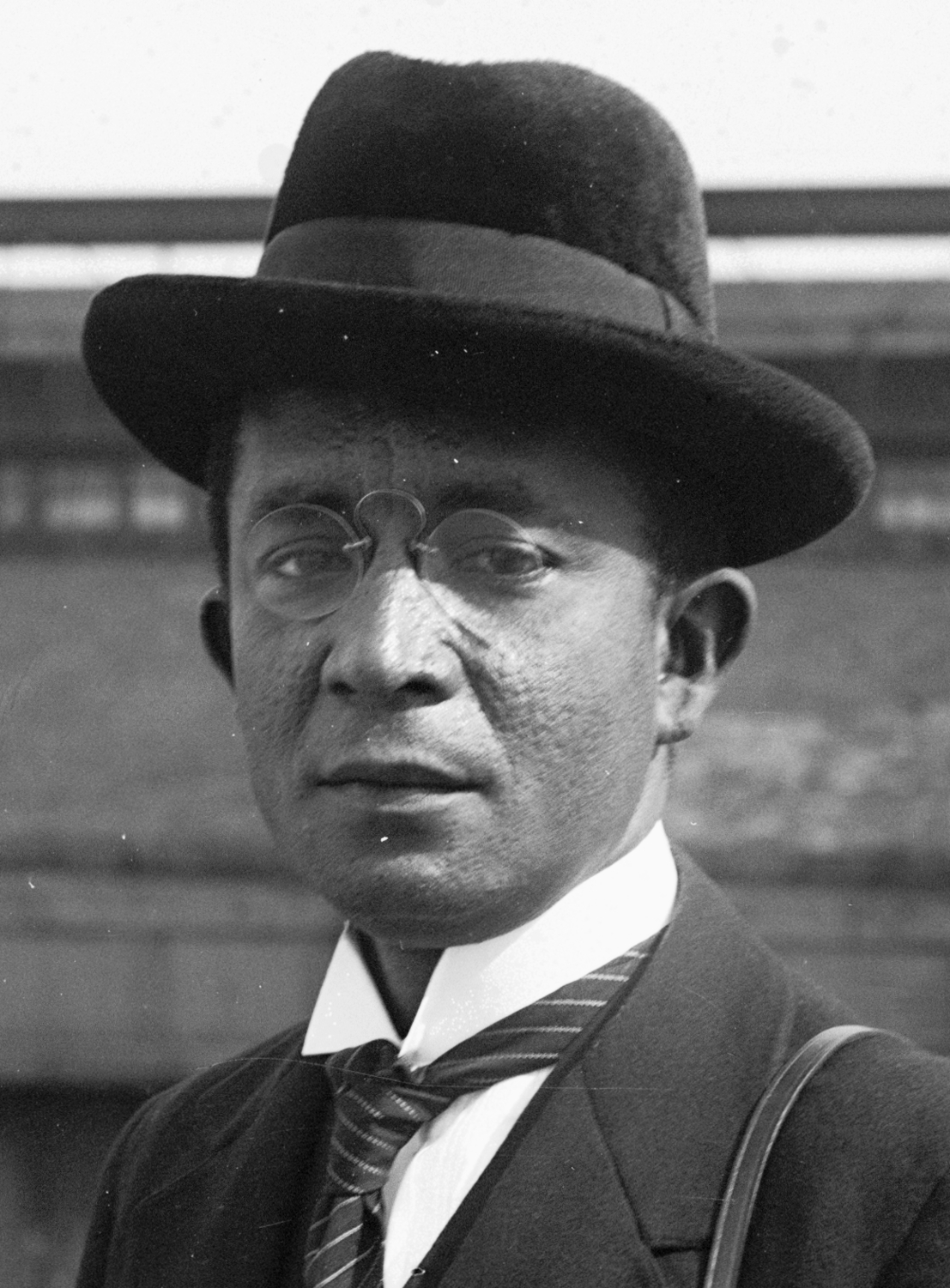
إيدوين باركلاي ، الرئيس الأسبق لليبيريا ، الذي سبق ويليام توبمان

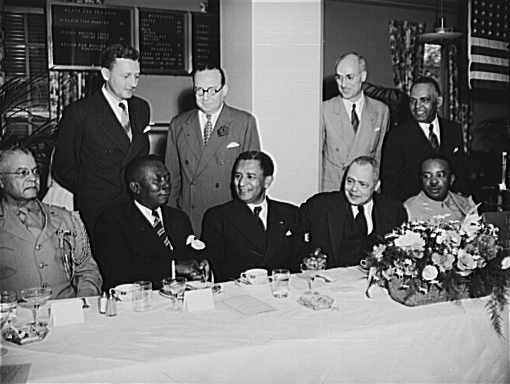
ويليام توبمان (ثاني شخص جالس بالشمال) وإيدوين باركلاي بالممنتصف ، واشنطن، 29 مايو 1943

في ديسمبر 1942، رشح وليام توبمان نفسه بالانتخابات الرئاسية مع إدوين باركلاي (رئيس جمهورية ليبيريا). ضمت الانتخابات ستة مرشحين، لكن من بقى هم اثنين فقط: ويليام توبمان ووزير الشئون الخارجية «كلارونس سيمبسون». فاز توبمان باكتساح على منفسيه وحصل على نسبة 99.5% 
من الأصوات في 4 مايو 1943. ولكنه لم يصبح رئيساً لجمهورية ليبيريا إلا في 3 يناير 1944 عن عمر ينحاز الثماني والأربعين عاماً. كانت الأمم المتحدة تتخذ من دولة ليبيريا قاعدة عسكرية لها أثناء الحرب العالمية الثانية.دخل الرئيس الجديد (توبمان) الحرب مع الحلفاء ضد ألمانيا واليابان في 27 يناير 1944. شارك توبمان مع الأمم المتحدة في مؤتمر عدم الإنحياز بباندوج في عام 1955، وفي المؤتمر الأول للدول الأفريقية المستقلة، التي نظمتها نكروما في أكرا في عام 1958. ينتمي له شرف تنظيم المؤتمر الثاني للدول الأفريقية في عام 1959  ، في أعقاب المؤتمر البانأفريقي (panafricaine) الذي عقد في العاصمة، توبمان لعب دورا دبلوماسي بتشيكيله لأول «مجموعة مونروفيا».هذا مزيج من الرغبات «المعتدلة» للقادة الأفارقة من أجل التوحيد التدريجي لأفريقيا، على عكس «الثوريين» المكونين ل«مجموعة كازابلانكا». أثر أيضا توبمان تأثيراً قوياً داخل منظمة الوحدة الأفريقية، فهو أحد المؤسسين لمؤتمر القمة لأديس أبابا في مايو 1963. وعلاوة على ذلك، ذهابه قبل شهر إلي المكان الذي سوف يُعقد فيه المؤتمر لأنه كان مُصاب بفوبيا الطيران لذلك كان يُسافر بالسفينة قبل فترة من الموعد المحدد.

## أب ليبيريا الحديثة

### مطور ليبيريا
بانضمامه لرئاسة الدولة اكتشف «توبمان» انعدام البنية التحتية للبلاد. وأوضح هذا من حقيقة أن ليبيريا لم تتح لها الاستفادة من «فوائد الاستعمار». لمعالجة هذه المشكلة، قرر تنفيذ سياسة اقتصادية تسمى «الباب مفتوح» "OPEN DOOR" لتيسير وتشجيع الشركات الأجنبية على الإستثمار في ليبيريا. هذه السياسة المثالية سمحت بمُضاعفة الاقتصاد بين عام 1944 وعام 1970 بنسبة 200 % من قيمة الإستثمارات الأجنبية الأمريكية على وجه التحديد. ارتفع معدل النمو الاقتصادي جدا بمعدل نمو سنوي قدره 11.5٪ للفترة ما بين عام 1950 الي 1960.
هذا النجاح الاقتصادي سمح لتوبمان بانتشال ليبيريا من العدم والبدء في التحديثات: كتبليط الشوارع بمونروفيا، وتثبيت نظام الصرف الصحي، وبناء المستشفيات وإطلاق برنامج لمحو الأمية في عام 1948. قرر توبمان أيضا بناء آلاف الكيلومترات من الطرق والسكك الحديدية وعمل خطوط سكك حديد لتربط بين مناجم الحديد.عَرف ابضاً ميناء مونروفيا بعض التغيرات كتحويله الي منطقة حرة (مرفأ لا تُشرف عليه الجمارك).

### الرخاء الاقتصادي
دخلت ليبيريا عصر الازدهار منذ عام 1960، في الماضي كان الجزء الأكبر من إنتاجها يعتمد على المطاط. لكن مع تحديث البنية التحتية للدولة على يد «توبمان»، سلط الضوء على الموارد الوطنية. شاركت عدة شركات ى متعددة الجنسيات الأمريكية والألمانية والسويدية في إستغلال مناجم الحديد مما جعل ليبيريا أول مصدر للحديد في أفريقيا والرابعة على مستوى العالم.
أراد «توبمان» تنويع الاقتصاد بدلاً من الانحصار على الموارد الأساسية كالمطاط والحديد اللذان يممثلان 90٪ من الصادرات، فقام بتشجيع تطوير مزارع البن وزيت النخيل وقصب السكر وخصوصا زراعة الأرز في عام 1966 بمُساعدة تايوان. شهد القطاع الثانوي أيضا نمو سريع في مجال الصناعات التحويلية مثل السكر، والطوب، ومصانع الصابون. تمكن الاقتصاد المزدهر من تسجيل واحد وخمسين مليون وأربعمائة ألف بميزانية ليبيريا في عام 1968 منهم ثلاثة ملايين تم تسجيلهم من جمارك السفن؛ توبمان أسس أكبر أسطول تجاري في العالم. بهذه النتائج، أثار «توبمان» الدهشة والإعجاب، بتحقيقه لإزدهار اقتصادي في فترة قصيرة. اعتمد هذا الازدهار الاقتصادي على الرأس مالية وإستثمارات دول الخارج إذاً لم يعتمد اقتصاد ليبيريا على الاكتفاء الذاتي بل أصبح هذا النمو هو وليد الرأسمالية.و أدى هذا أيضاً إالى ظهور فوارق اجتماعية بين النخبة اميريكية الليبيرية المتميز ونخبة السكان الأصليين الفاسدة.

### مؤسس الوحدة الوطنية

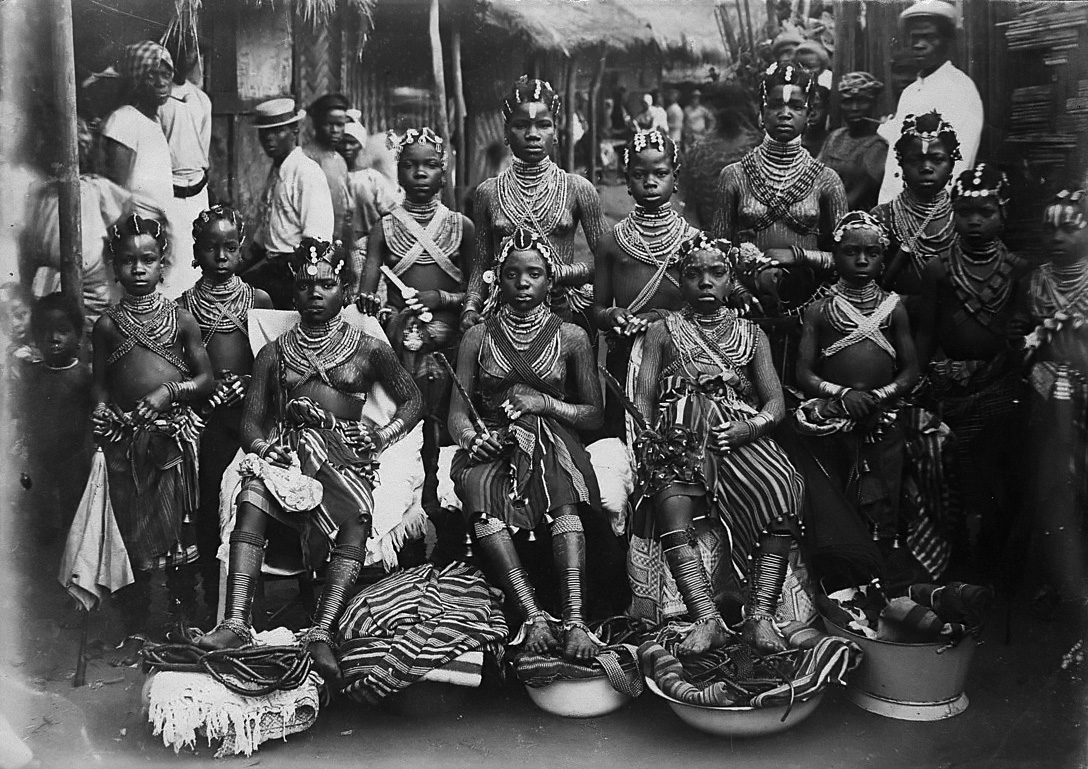
النساء من السكان الأصليين بذي الإحتفال

مع زيادة الفوارق الاجتماعية في ليبيريا، حاول توبمان طوال فترة رئاسته أن يتبع سياسة الوحدة الوطنية. منح عام 1945 حق التصويت للمرأة (لكن كان يمارس بسرية). ويليام توبمان هو أول رئيس يدمج السكان الأصليين مع باقي سكان الدولة. عندما تولى السلطة حينئذ كان يمثل الليبيرين الأمريكين حوالي 5%من السكان فيما يعادل ثلاثون الفاً أمريكي ليبيري من إجمالي عدد السكان مليون ومائتان وخمسون الفا فرد بعام 1960 . منحهم وليام حق التصويت بشرط أن يكون لديهم أملاك أم إنهم يدفعون ضريبة الأملاك كما زارهم ويليام عدة مرات ليشرح لهم أفكاره التي يريد تحقيقها. يمكن لليبيريين الأصليين الحصول على تمثيل في البرلمان ولكن لا يمكن لهم المشاركة بالمناقشات بشأن البرلمان. قرر أيضاً توبمان فتح المناطق النائية عن طريق تثبيت خطوط الاتصالات ووضع برنامج التعليم للجميع وتعزيز قبضة الأفارقة الأمريكيين والليبيريين على السلطة، كما شجع توبمان التزاوج مع السكان الأصليين، ومنحهم مناصب إدارية معينة، مما قلل من التوترات العرقية في البلاد. في عام 1958، جعل توبمان التمييز العنصري جريمة يعاقب عليها القانون وأخيرا، في عام 1964، حصلت ثلاثة أقاليم في المناطق النائية على نفس المؤسسات الإدارية والسياسية كأقاليم الساحل.

## النظام الديكتاتوري

### تجاوزاته الديكتاتورية
ترشح توبمان لفترة رئاسية ثانية وفي عام 1949 اقام توبمان تعديلاً دستورياً (دستور عام 1935)  لإزالة البند الذي ينص على منع ترشُح الرئيس لفترة رئاسية ثالثة. خلال فترة حكمه نفى توبمان أكبر منافسيه «ديدوه توي»(رئيس حزب الإصلاح). في انتخابات عام 1955، قَبل توب مان مواجهة الرئيس السابق «إدوين باركلاي»  وفاز عليه بنسبة 99.5% وتكرر نفس السيناريو بالانتخابات عام 1959 عندما فاز توبمان على المرشح المُستقل «ويليام ديفيس بريت» واُعيد انتخاب «توبمان» حتى مماته بدون أي مُنافس. في 22 يونيه1955، كاد «بول دونبار» (وهو مؤيد
«لإدوين باركلاي») أن يفوز بالانتخابات ولكن محاولاته أبت بالفشل. تظل أقبح مشاهد القمع في فترة حُكم «تومان» هي إعدام «ديفيد كلوي مان» (وزير الداخلية السابق) وإبنه لمحاولاته شن إنقلاب عسكري.

### الرجل الديكتاتوري لليبيريا

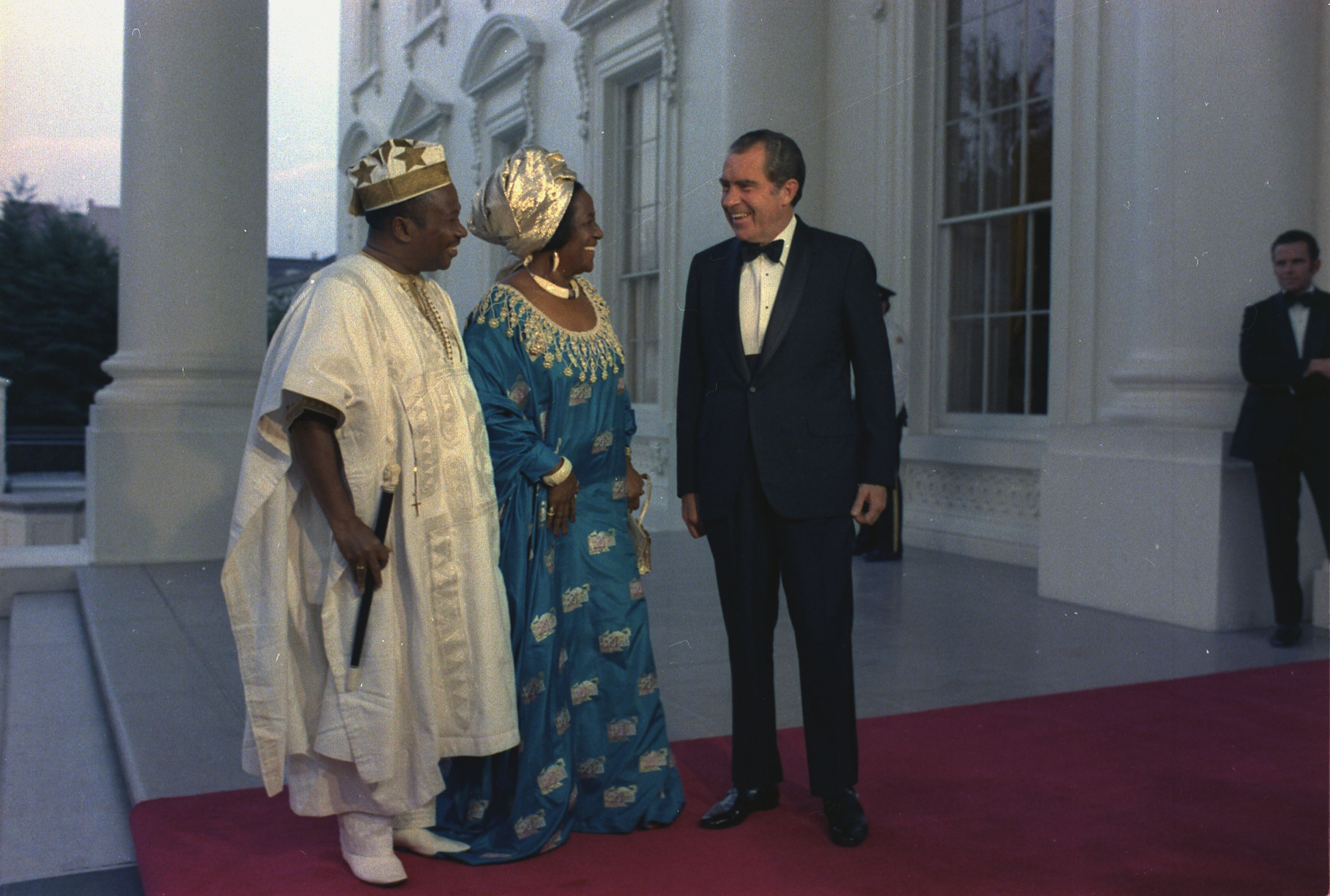
ويليام تولبرت وزوجته

بعد هذه الحادثة، أصيب «توبمان» بجنون العظمة ونشر الرعب بالبلاد عن طريق انتشار البوليس السياسي (ضباط العلاقات العامة) (pro). مهمتهم هي القضاء على كل المُعارضين لحُكم «توبمان» وفرض رِقابة شديدة في البلاد. من خلال إقامته لعِدة مُقابلات، أفاد (Ryszard Kapuściński) أن «توبمان» يرد على عِدة أسئلة مُربكة بنفس الطريقة «يرد بضحكة عالية وطويلة تنتهي بشهقة تُصاحبها تنهيدة وتشنج ويُضطرب ويحدق عينيه التي تملئها الدموع في حيرة وقلق ويسكت ولا يستطيع المُتابعة.»
توبمان سُمي من قِبَل السُكان «بالعم شاد» وعظم من نفسه وجعل البلاد يقيمون الإحتفلات تمجيدًا له ولإنجازاته. تأخذ هذه الإحتفلات شكل القداسة على اعتبار أن توبمان محمي من الله ولا يمكن لأحد تسميمه أو إطلاق الرصاص عليه. وانتشر أيضًا أن بحوزة توبمان جهاز يمكنه من رؤية كل ما يحدث وذلك لإحباط أي مُؤامرة. في عام 1960، أضفى توبمان على حزب true whig الطابع المؤسسي. خلال هذه الفترة، كان يجب على الرئيس (المُسِن) الاستجابة للمطالب الجديدة للسُكان ولكن استجابته لم تكن متوقعة، فبدلًا من تلبية مطالب السُكان لجأ إلى موجة من القمع. وأخيراً توفي الديكتاتور في 1971، في عيادة بلندن، عن عمر يناهز خمسة وسبعين عاما، تاركًا وراءه إرثًا مُرضياً إلى حد ما هو ويليام تولبرت نائب الرئيس منذ عام 1951 الذي نجح بتولي رئاسة جمهورية ليبيريا.

## وصلات خارجية
- ويليام توبمان على موقع الموسوعة البريطانية (الإنجليزية)
- ويليام توبمان على موقع مونزينجر (الألمانية)
- رؤساء ليبيريا
- تاريخ ليبيريا
- ليبيريا
- أفريقيا